# عبد الغني محمد وعيس
عبد الغني محمد وعيس (تُوفي في 10 أيار/مايو 2020) دبلوماسي صومالي. كان يعمل سفيرًا للصومال لدى مصر وجامعة الدول العربية وقت وفاته في مايو 2020 من كوفيد-19.
توفي السفير عبد الغني إثر إصابته بمرض كوفيد-19 في مستشفى بالكويت في 10 مايو 2020. تم نقله إلى المستشفى لمدة أسبوع قبل وفاته بعد أن ثبتت إصابته بفيروس كورونا المستجد، ولم يُعرف سبب سفره من الأساس إلى الكويت لتلقي العلاج. كان يعاني من مرض السكري أيضًا.
وكان عبد الغني من أبرز الشخصيات الصومالية المُتوفية خلال جائحة كوفيد-19، بما في ذلك الموسيقار هديدي ورئيس الوزراء السابق نور حسن حسين ووزير العدل في ولاية هيرشبيلي خليف مؤمن توهو.